# Aeroportul Aksu
Aeroportul Aksu (IATA: AKU, ICAO: ZWAK) este un aeroport din Hongqipo⁠(d), Aksu⁠(d), Aksu Prefecture⁠(d), Xinjiang, Republica Populară Chineză ce deservește zona Aksu⁠(d). Aeroportul a fost tranzitat în 2022 de 938.056 de pasageri. A fost numit după zona deservită.
Situat la o altitudine de 1.163 m, aeroportul dispune de o singură pistă.